# Henny Keetelaar
Hendrikus Zacharias (Henny) Keetelaar (Hilversum, 23 januari 1927 - Alphen aan den Rijn, 27 januari 2002) was een Nederlandse waterpolospeler.
Henny Keetelaar nam als waterpoloër eenmaal deel aan de Olympische Spelen van 1948. Hij eindigde hiermee met het Nederlands team op een derde plaats. In 1950 werd hij Europees kampioen.
Cor Braasem · 
Joop Cabout · 
Ruud van Feggelen · 
Henny Keetelaar · 
Nijs Korevaar · 
Joop Rohner · 
Frits Ruimschotel · 
Piet Salomons · 
Frits Smol · 
Hans Stam